# Ernst August Moes
Mr. Ernst August Moes (Amsterdam, 30 augustus 1899 − aldaar, 20 december 1979) was een zanger en tekstschrijver van Amsterdamse liedjes die bekend was onder de artiestennaam Moestafa. Hij trad voor de oorlog regelmatig op in het cabaret van Chiel de Boer.
Moes kwam uit een van oorsprong Duits, later Amsterdams geslacht, en studeerde rechten in Amsterdam. Hij was een zoon van kunsthistoricus Ernst Wilhelm Moes (1864-1912), had een Duitse moeder en was een tantezegger van kunstschilderes Wally Moes (1856-1918). Hij trouwde in 1924 met Maria Christina van den Nieuwenhuizen met wie hij een zoon en een dochter kreeg.
Naast zijn werk als advocaat, trad hij op met zelfgeschreven liedjes. Qua vorm en presentatie was zijn werk enigszins vergelijkbaar met dat van Drs. P.
Het lied 'Het Water' is in 2004 vertolkt door Maarten van Roozendaal. In 2006 is dit nog uitgebracht door het Theater Instituut Nederland met tekeningen van Sjaak Rood.